# QVCS
QVCS — семейство продуктов для управления версиями, производимое компанией Quma Software, Inc.

## История
QVCS впервые вышла в 1991 году в виде набора утилит командной строки для Amiga.
Quma также портировала оригинальный продукт для Amiga на платформу Microsoft Windows в 1996 году. В 2000 году была представлена версия QVCS-Pro с дополнительными возможностями, среди которых присутствовала поддержка Microsoft SCC-совместимых сред разработки. В 2004 году был представлен кроссплатформенный продукт QVCS-Enterprise. QVCS и QVCS-Pro оба написаны на C++. QVCS-Enterprise написана на Java.

## Возможности
Семейство продуктов QVCS поддерживает возможности систем управления версиями, схожие с возможностями других систем, представленных на рынке. При этом единственной наиболее отличительной чертой QVCS является его низкая цена по сравнению с конкурентами.
QVCS и QVCS-Pro нацелены на небольшие команды разработчиков, пишущих свои приложения под Windows. QVCS-Enterprise — клиент-серверное приложение, кроссплатформенное и спроектировано для использования распределенными командами разработчиков.

## Дополнительные источники
- Quma Software, Inc.
- Javvin Www Networkdictionary Com; Jielin Dong. Network Dictionary (неопр.). — Javvin Technologies Inc., 2007. — С. 398—. — ISBN 978-1-60267-000-6.
- Configuration Management Yellow Pages
- Olan Knight. Product Review: Quma Version Control System. PowerBuilder Developers' Journal. Дата обращения: 23 авнуста 2005. Архивировано 10 апреля 2012 года.